# 渡辺裕之 (作家)
渡辺 裕之（わたなべ ひろゆき、1957年8月2日 -）は、日本のハードボイルド・冒険・アクション作家。日本推理作家協会会員。
中央大学経済学部経済学科卒業。アパレルメーカー、広告制作会社を経て、1989年に自ら広告デザイン会社を立ち上げる。2009年に会社を休眠させ、執筆業に専念。

## 作品リスト

### 傭兵代理店シリーズ
傭兵代理店シリーズ
1. 傭兵代理店（2007年6月 祥伝社文庫）
2. 悪魔の旅団（2008年2月 祥伝社文庫）
3. 復讐者たち（2008年7月 祥伝社文庫）
4. 継承者の印（2009年2月 祥伝社文庫）
5. 謀略の海域（2009年9月 祥伝社文庫）
6. 死線の魔物（2010年2月 祥伝社文庫）
7. 万死の追跡（2010年9月 祥伝社文庫）
8. 聖域の亡者（2011年2月 祥伝社文庫）
9. 殺戮の残香（2011年10月 祥伝社文庫）
10. 滅びの終曲（2012年7月 祥伝社文庫）
11. 傭兵の岐路（2012年10月 祥伝社文庫） - 傭兵代理店外伝

#### 新・傭兵代理店シリーズ
1. 復活の進撃　（2013年7月 祥伝社文庫）
2. 悪魔の大陸　（2014年5月 祥伝社文庫）
3. デスゲーム　（2015年2月 祥伝社文庫）
4. 死の証人　　（2015年6月 祥伝社文庫）
5. 欺瞞のテロル（2016年6月 祥伝社文庫）
6. 殲滅地帯　　（2016年9月 祥伝社文庫）
7. 凶悪の序章　（2017年5月 祥伝社文庫）
8. 追撃の報酬　（2018年5月 祥伝社文庫）　

#### 傭兵代理店・改シリーズ
1. 傭兵の召還（2019年6月 祥伝社文庫）
2. 血路の報復（2019年9月 祥伝社文庫）
3. 死者の復活（2020年5月 祥伝社文庫）
4. 怒濤の砂漠（2020年11月 祥伝社文庫）
5. 紺碧の死闘（2021年5月 祥伝社文庫）
6. 荒原の巨塔（2021年10月 祥伝社文庫）
7. 邦人救出　（2022年5月 祥伝社文庫）
8. 凶撃の露軍（2022年12月 祥伝社文庫）
9. 修羅の標的（2023年8月 祥伝社文庫）
10. 戦いの掟　（2024年8月 祥伝社文庫）

#### 傭兵代理店・斬シリーズ
1. 孤高の傭兵（2024年11月 祥伝社文庫）

### 暗殺者メギド シリーズ
1. メギド（2009年9月 角川書店）
  - 【改題】暗殺者メギド（2011年7月 角川文庫）
2. 漆黒の異境（2011年9月 角川文庫）
3. 堕天の魔人（2012年5月 角川文庫）
4. 悪神の住処（2013年1月 角川文庫）

### シックスコイン シリーズ
1. シックスコイン（2010年3月 徳間文庫 / 2013年2月 角川文庫） - 同名の縁から、俳優の渡辺裕之が推薦文を執筆した。
2. 闇の嫡流（2010年10月 徳間文庫 / 2013年2月 角川文庫）
3. 闇の大陸（2011年5月 徳間文庫 / 2013年4月 角川文庫）
4. 闇の縁者（2012年1月 徳間文庫 / 2013年5月 角川文庫）
5. 闇の四神（2013年7月 角川文庫）
6. 闇の魔弾（2014年9月 角川文庫）

### オッドアイ シリーズ
1. 叛逆捜査（2014年1月 中央公論新社 / 2015年10月 中公文庫）
2. 偽証 (2015年1月 中央公論新社  /  2017年1月 中公文庫）
3. 斬死の系譜（2015年11月 中央公論新社/2018年1月　文庫）
4. 死体島 (2017年2月 中央公論新社)
5. 殺戮の罠 (2018年2月 中央公論新社)
6. 砂塵の掟 (2019年2月 中央公論新社)
7. 死の陰謀（2020年2月 中央公論新社)
8. 血の代償（2021年2月 中央公論新社)
9. 紅の墓標（2022年3月 中央公論新社)
10. 陽炎の闇（2023年4月 中央公論新社)

### 冷たい狂犬シリーズ
1. 冷たい狂犬 (2016年3月 角川文庫)
2. 紅の五星 (2017年3月 角川文庫)
3. 北のジョーカー (2017年10月 角川文庫)
4. 死のマスカレード (2018年7月 角川文庫)
5. 記憶の奴隷 (2023年3月 角川文庫)

### 警視庁特命捜査対策室九係シリーズ
1. 迷宮の門（2018年12月 光文社文庫）
2. 天使の腑（2019年12月 光文社文庫）
3. 死屍の導（2022年8月 光文社文庫）

### その他
- 幕末パラドックス 時空の剣士〈上〉（2002年11月 文芸社）
- 911代理店 1（2020年9月 ハルキ文庫）
- 911代理店 2 ギルティー（2021年7月 ハルキ文庫）
- 911代理店 3 テリブル（2021年12月 ハルキ文庫）
- 911代理店 4 ビヨンド（2022年10月 ハルキ文庫）